# Palazzo della Ragione (Mantoue)
Le Palazzo della Ragione est un bâtiment historique de Mantoue, situé sur la Piazza delle Erbe. 

## Histoire et description
Il a été construit vers 1250 sur les vestiges d'un bâtiment voisin de la Rotonde San Lorenzo, que la famille Canossa avait utilisé comme hospice pour les pèlerins se rendant à Mantoue pour vénérer la relique du précieux Sang du Christ. Il a ensuite été utilisé comme hôtel de ville puis comme marché. 
Pendant la seigneurie des Gonzagues, il fut rattaché au Palazzo del Podestà et utilisé au XVe siècle comme palais de justice et pour conserver les archives notariales. Le portique extérieur vers Piazza Erbe et la tour de l'horloge datent de cette période. 
Il fut restauré à la fin du XVIIe siècle et au début du XVIIIe siècle par l'architecte Doricilio Moscatelli. Les fenêtres originelles furent alors remplacées. 
En 1942, l'architecte mantouan Aldo Andreani a restauré la façade d'origine et aménagé l'espace intérieur composé d'une seule pièce dont les murs conservent des traces visibles de fresques des prophètes, d'une Vierge assise sur un trône avec l'Enfant Jésus et des saints, Saint Christophe, des scènes du Jugement dernier, signées Grisopolo (ou Grixopolos) de Parme, datant du XIIIe siècle, et Assaut sur la forteresse dont la datation fait débat. Les portiques et les grandes fenêtres trilobées datent de cette restauration. On accède à cette salle par un escalier extérieur couvert qui part de la tour de l'Horloge voisine. 
Le bâtiment a été endommagé par le tremblement de terre d'Émilie du 29 mai 2012 et est actuellement utilisé pour des expositions et des événements.